# Arrondissement Saint-Brieuc
Saint-Brieuc is een arrondissement van het Franse departement Côtes-d'Armor in de regio Bretagne. De onderprefectuur is Saint-Brieuc.

## Kantons
Het arrondissement was tot 2014 samengesteld uit de volgende kantons:
- kanton Châtelaudren
- kanton La Chèze
- kanton Corlay
- kanton Étables-sur-Mer
- kanton Lamballe
- kanton Langueux
- kanton Lanvollon
- kanton Loudéac
- kanton Moncontour
- kanton Paimpol
- kanton Pléneuf-Val-André
- kanton Plérin
- kanton Plœuc-sur-Lié
- kanton Ploufragan
- kanton Plouguenast
- kanton Plouha
- kanton Quintin
- kanton Saint-Brieuc-Nord
- kanton Saint-Brieuc-Ouest
- kanton Saint-Brieuc-Sud
- kanton Uzel

Na de herindeling van de kantons bij decreet van 13 februari 2014, met uitwerking op 22 maart 2015, omvat het volgende kantons:
- kanton Guingamp (deel 2/9)
- kanton Lamballe-Armor (deel 11/12)
- kanton Loudéac
- kanton Guerlédan
- kanton Plaintel
- kanton Plélo (deel 17/22)
- kanton Plénée-Jugon (deel 5/11)
- kanton Pléneuf-Val-André (deel 5/15)
- kanton Plérin
- kanton Ploufragan
- kanton Plouha (deel 16/17)
- kanton Saint-Brieuc-1
- kanton Saint-Brieuc-2
- kanton Trégueux